# Crómlech de Elurzulo
El Crómlech de Elerzulo es un monumento megalítico de considerable tamaño situado en el monte Adarra, en Guipúzcoa (España).

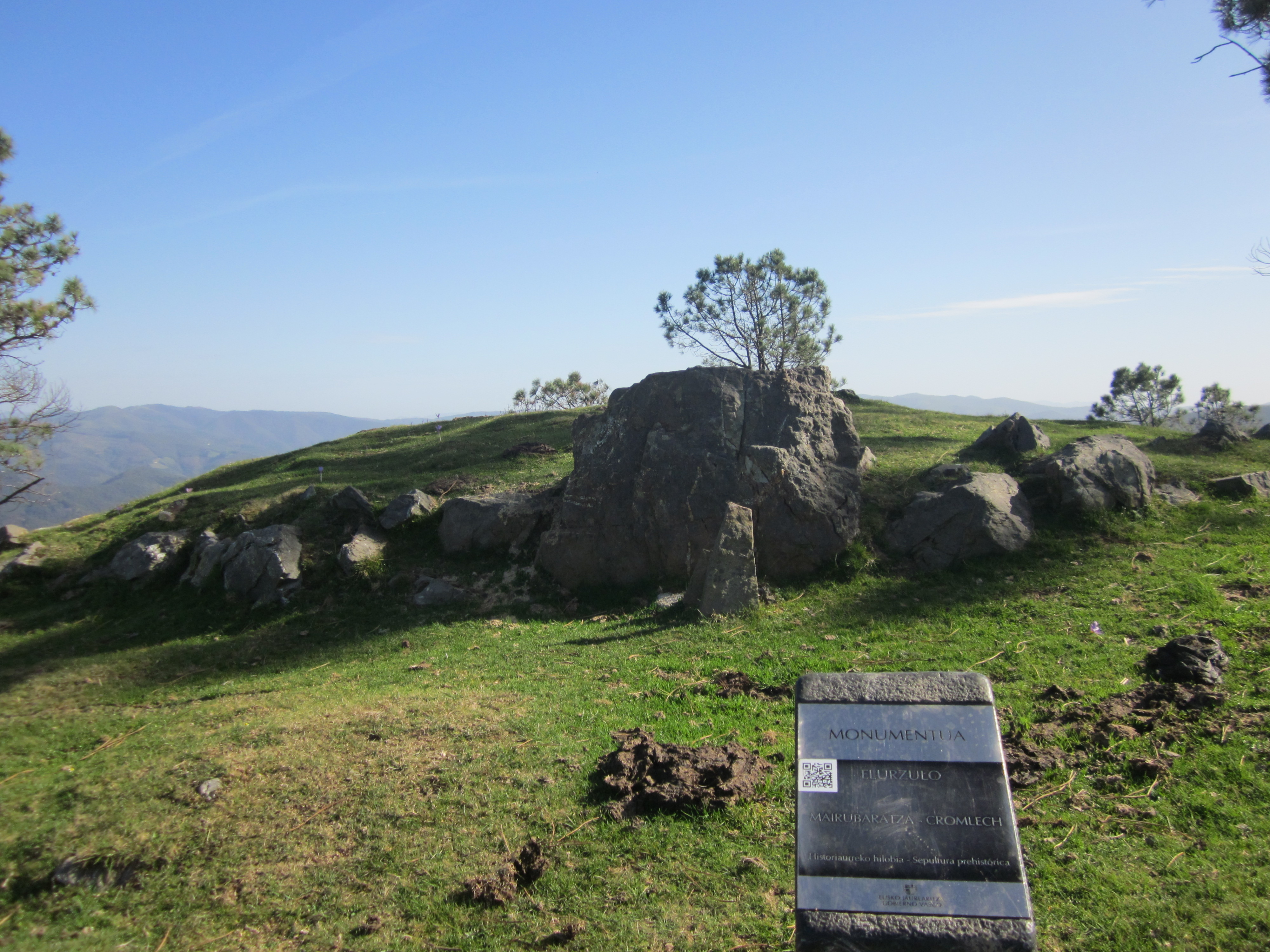
Placa informativa y crómlech

## Acceso
Subiendo hacia el Adarra, al llegar al arroyo Mantale se toma el camino a la izquierda sin cruzarlo hasta llegar a una fuente en medio de un collado. Después se sube un poco más hacia el monte Adarra y a la salida de un pinar vemos a unos 50 ms del camino de ascenso está este crómlech.

## Localización
- El crómlech de Elurzulo se halla en la localidad española de Urnieta, en la ladera norte del monte Adarra a 200 metros de la cima.
- Coordenadas: longitud 01º 43´41´´   latitud 43º 12´44´´

## Descripción
Crómlech de 11 metros de diámetro y medio metro de altura con 57 testigos

## Historia
Descubierto en 1951 por Luis Peña Basurto. Se desconoce la fecha de su datación.

## Materiales

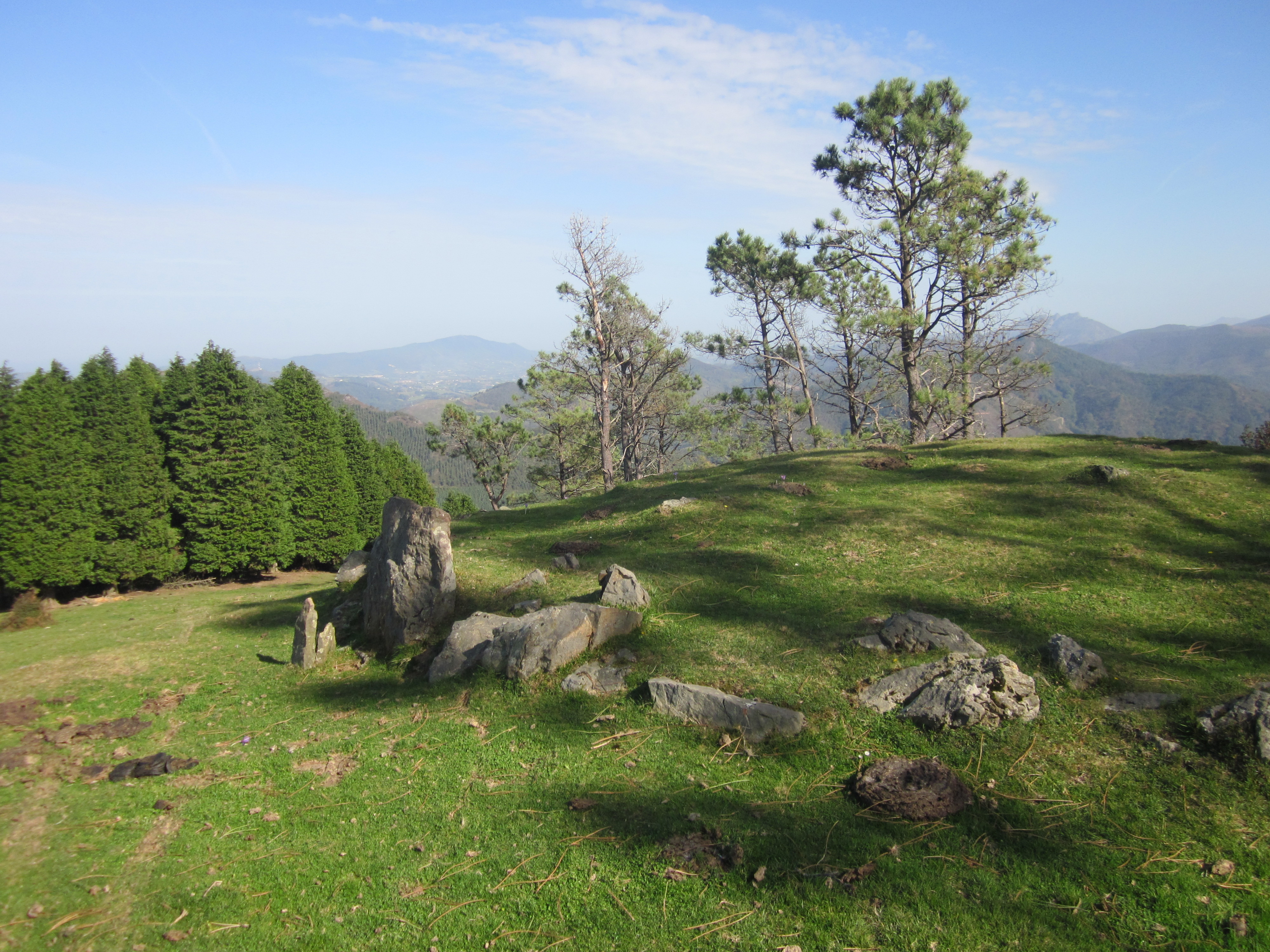
Paisaje de Elurzulo

Cuarcitas, areniscas y pizarras.